# Walter Franz Xaver Anton von Dietrichstein

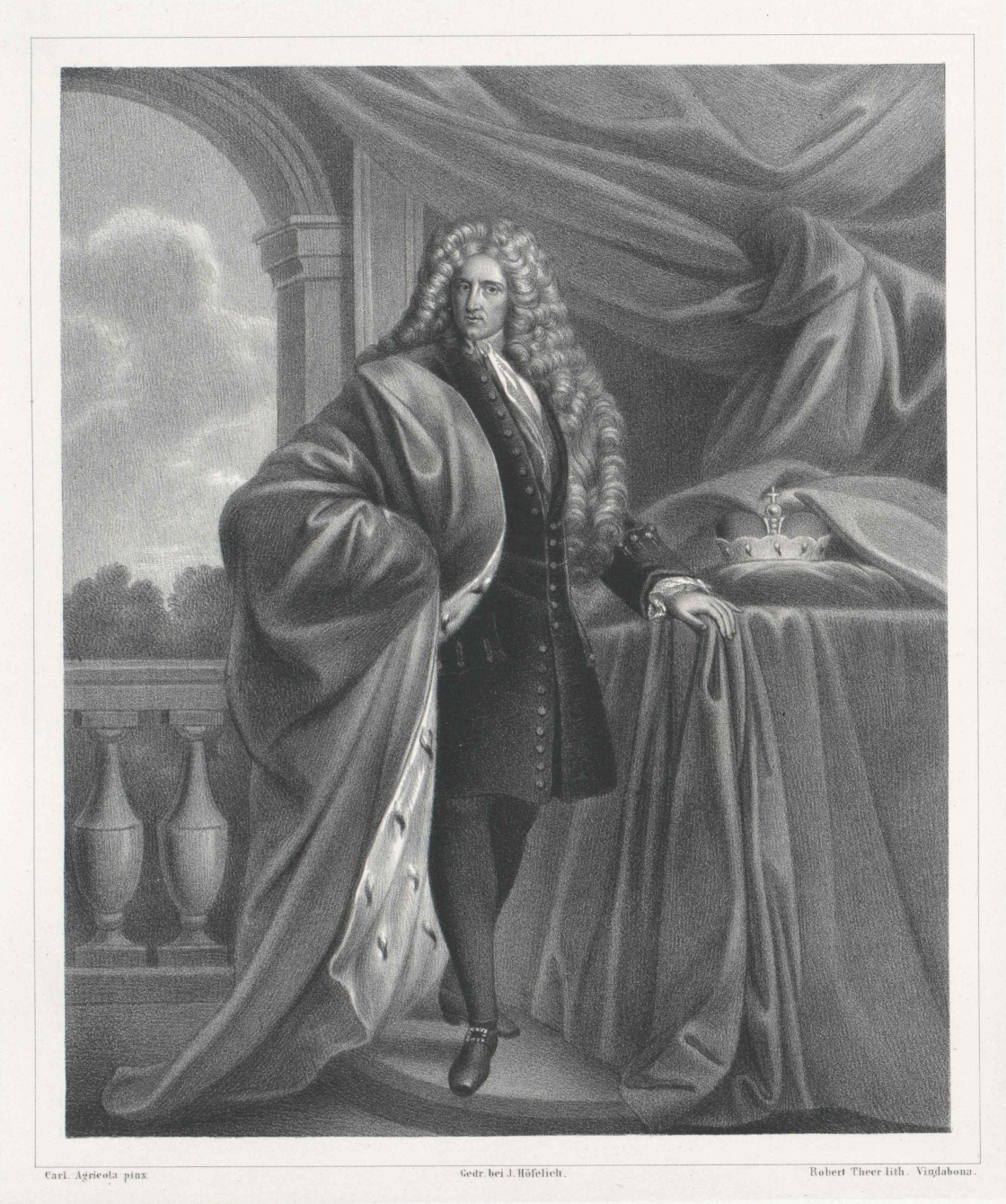
Walter Franz Xaver Anton von Dietrichstein

Walter Franz Xaver Anton 5. Reichsfürst von Dietrichstein zu Nikolsburg, gefürsteter Graf von Tarasp (* 18. September 1664 in Brünn; † 3. November 1738 in Nikolsburg) war ein böhmischer Adliger, Geheimrat und Ritter des Ordens vom Goldenen Vlies.

## Leben
Er entstammte dem österreichischen Uradelsgeschlecht von Dietrichstein aus der Linie Nikolsburg, die 1514 in den Reichsfreiherrnstand und 1600 bzw. 1612 in den Reichsgrafenstand erhoben wurde. Seine Eltern waren der Obersthofmeister und Geheimrat Ferdinand Joseph 3. Reichsfürst von Dietrichstein (1636–1698) und Maria Elisabeth von Eggenberg (1640–1715), Tochter von Johann Anton 2. Reichsfürst von Eggenberg, Herzog von Krumau (1610–1649), und der Anna Maria Markgräfin von Brandenburg-Bayreuth (1609–1680). Er war väterlicherseits Enkel des Kämmerers und Obersthofmeisters Maximilian 2. Reichsfürst von Dietrichstein (1596–1655).
Walter Franz Xaver Anton von Dietrichstein war ursprünglich als jüngerer Sohn für den geistlichen Stand bestimmt. 1685 wurde er Domherr von Passau und Olmütz, worauf er seine kirchlichen Ämter aufgab. Am 12. Juli 1687 vermählte er sich mit Susanna Liboria († 8. April 1691), der Tochter des Freiherren Stanislaus von Zastrzizl-Prakschitzky und Witwe des Freiherren Johann Wenzel Bohusch-Morkowsky von Zastrzizl. Sie brachte ihrem Mann ein beträchtliches Vermögen und Grundbesitz (darunter die Güter Malenowitz und Swatoborzitz bei Hradisch sowie Jessenitz und Boskowitz bei Olmütz) ein. Die Ehe blieb kinderlos.
Am 30. August 1693 vermählte er sich in zweiter Ehe mit Karolina Maximiliane († 9. September 1734), der Tochter des Grafen Georg Christoph von Proskau. Der Ehe entsprangen zehn Kinder. 1708 trat er die Nachfolge seines verstorbenen Bruders Leopold Ignaz von Dietrichstein (1698–1708) als 5. Reichsfürst von Dietrichstein an. 1708 kaufte er für 154.000 Gulden die Herrschaft Sokolnitz bei Brünn und 1732 für 115.000 Gulden das Gut Pürschitz bei Kanitz. Der Nachlass seiner zweiten Frau betrug über drei Millionen Gulden. Walter Franz Xaver Anton von Dietrichstein starb am 3. November 1738 in Nikolsburg. Er war Stammvater der weiteren fürstlichen Linie.

## Nachkommen
1. Maria Josepha Antonia (* 29. Juni 1694; † 3. September 1753); ⚭ 25. Februar 1717 Stephan Wilhelm von Kinsky
2. Maria Rosalia Theresia (* 29. Juli 1695; † 14. Juni 1708)
3. Maria Anna Eleonora (* 14. Juli 1696)
4. Karl Franz Xaver Ferdinand (* 4. August 1697; † 2. November 1703)
5. Maria Eleonora Franziska (* 10. Juni 1698; † 20. November 1698)
6. Johann Joseph Adam (* 10. September 1699; † 25. April 1709)
7. Maria Aloisia Franziska (* 21. April 1701; † 13. Dezember 1783); ⚭ Dezember 1729 Michael Franz Wenzel von Althann
8. Karl Maximilian Philipp (* 28. April 1702; † 24. Oktober 1784), 6. Reichsfürst von Dietrichstein zu Nikolsburg etc.
9. Johann Baptist Leopold (* 24. Juni 1703; † 11. März 1773); k. k. Geheimrat, Kämmerer
10. Johann Adam Ambrosius (* 7. Dezember 1704; † 30. Dezember 1728) starb unverheiratet